# Japanisches Neujahrsfest
In alten Zeiten wurde das japanische Neujahrsfest (japanisch 正月 shōgatsu, mit Honorativpräfix お正月 o-shōgatsu) wie auch das chinesische und koreanische Neujahrsfest und das vietnamesische Tết-Fest entsprechend dem lunisolaren Kalender zu Beginn des Frühjahrs gefeiert. Seit 1873 folgt Japan dem Gregorianischen Kalender und der Neujahrstag wurde auf den 1. Januar festgelegt. Er ist einer der wichtigsten traditionellen Feiertage des ganzen Jahres, wird seit Jahrhunderten gefeiert und hat seine eigenen, einzigartigen Bräuche entwickelt.

## Dekoration
Kadomatsu (門松, „Torkiefer“) sind traditionelle japanische Dekorationen für das neue Jahr. Sie sind eine Art Yorishiro, d. h. Objekte, die dazu dienen, die Geister der Vorfahren oder die Kami der Ernte willkommen zu heißen. Kadomatsu werden normalerweise paarweise vor Häusern und Gebäuden aufgestellt.

## Traditionelle japanische Neujahrsgerichte und Mochi
Die Japaner essen am Neujahrstag eine Reihe von speziellen Gerichten; diese traditionellen Neujahrsgerichte, japanisch osechi-ryōri, werden meist kurz „Osechi“ genannt. Dazu gehören unter anderem Miso-Suppe mit Reiskuchen (mochi) und Gemüse – Zoni-Suppe, Thunfisch (maguro) eingewickelt in süßen gekochten Seetang (kombu) – kobumaki, gelierte Fischpaste – kamaboko, pürierte Süßkartoffel mit Edelkastanie – kurikinton und gesüßte schwarze (Soja-)Bohnen (kuromame).
Viele der traditionellen Gerichte sind süß oder sauer, da diese sich länger halten. Zur Zeit ihrer Erfindung schlossen die meisten Geschäfte über Neujahr für eine Woche und der Kühlschrank war noch nicht erfunden.
Es gibt viele Variationen von „Osechi“, einige Gerichte, die an einem Ort gegessen werden, werden an anderen Orten am Neujahrstag niemals gegessen oder sind gar an diesem Tag „verboten“. Heute werden oft Sashimi und Sushi gegessen, aber auch Pizza, frittiertes Hühnerfleisch und Eiscreme. Um dem überarbeiteten Magen eine Ruhepause zu gönnen, gibt es am 7. oder 15. Tag des Jahres „Sieben-Kräuter-Reissuppe“ (nanakusagayu, 七草粥).
Mochi kommen ebenfalls eine besondere Bedeutung am Neujahr zu. In der Edo-Zeit verteilten große Läden und reiche Familien kleine Beutel mit Mochi (Reiskuchen) und einer Mandarine, um ringsum Glück zu verbreiten.
Noch heute wird vor dem Neujahrstag Mochi zubereitet und zu Beginn des Januar gegessen.
Aus Mochi wird auch die Neujahrsdekoration Kagami-Mochi hergestellt. Sie besteht aus zwei runden Mochi, einer Daidai (Bitterorange) und anderer Dekoration.

## Neujahrskarten

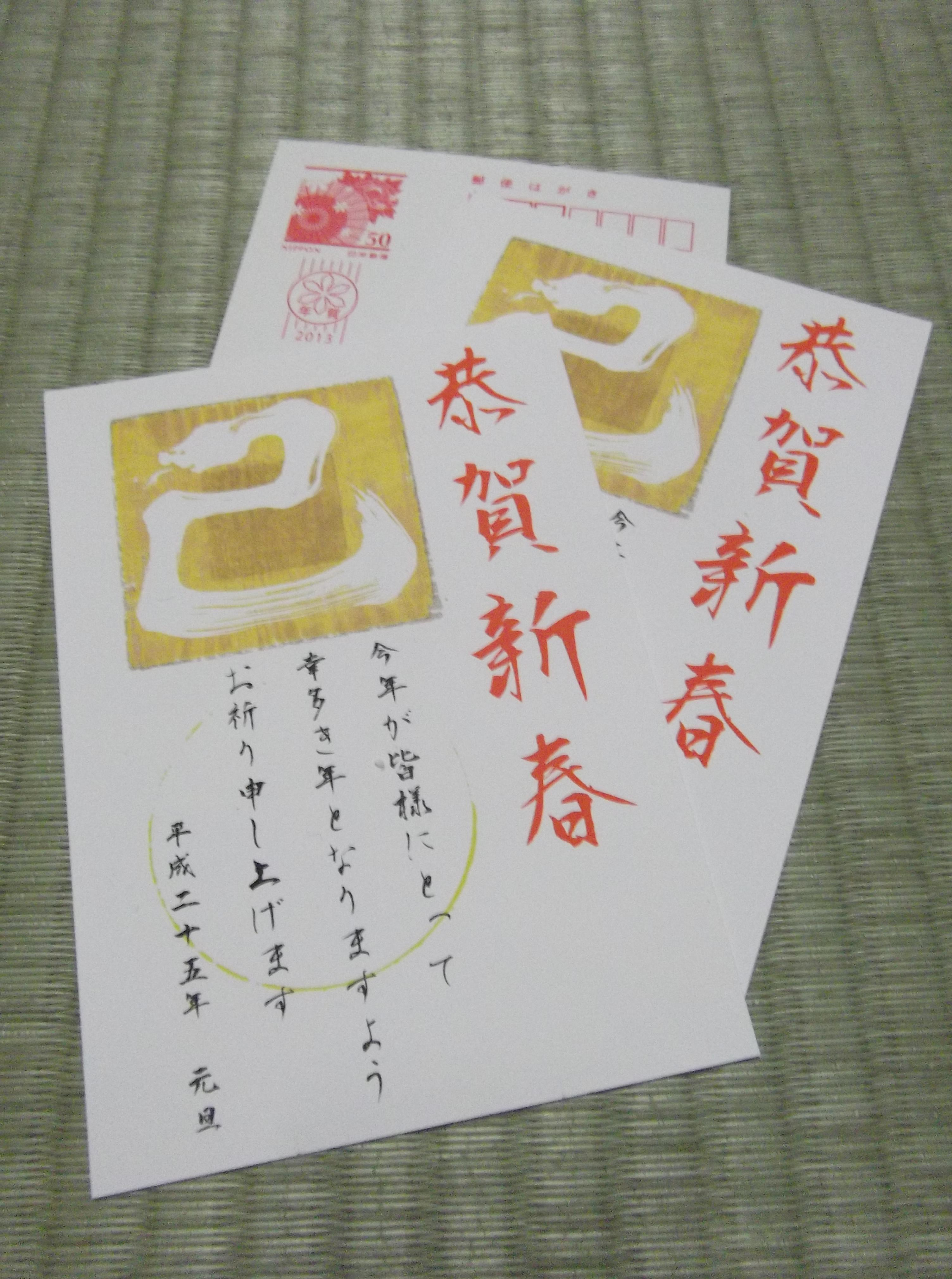
Nengajō mit dem formellen Neujahrsgruß Kyōga Shinshun – 恭賀新春

In Japan gibt es den Brauch, zum Neujahrstag Postkarten (年賀状 nengajō) an Freunde und Verwandte zu schicken – ähnlich wie in Europa und Amerika Weihnachtskarten verschickt werden. Ihr ursprünglicher Sinn war es, entfernt wohnenden Freunden und Verwandten ein Lebenszeichen von sich und der eigenen Familie zu geben. Heute ist es fast eine Pflicht, Freunden und Personen, denen man Respekt schuldet, Neujahrskarten zu schreiben, Personen in höheren Positionen erhalten jährlich einige hundert Karten, Ladeninhaber verschicken entsprechend viele Karten. Auch bei Vordrucken sollte wenigstens die Adresse handschriftlich verfertigt sein. Im Dezember hört man oft die halb scherzhafte, halb gequälte Frage „Wie weit bist Du mit deinen Neujahrskarten?“.
Es ist üblich, keine Grußkarten auszutauschen, wenn während des Jahres jemand aus der Familie gestorben ist. In diesem Fall schickt man einfachere Postkarten, um Freunde und Verwandte zu informieren, dass man sich aufgrund des Todesfalles in der eigenen Familie mit Glückwünschen zurückhalten wird und auch keine Glückwunschkarten erwartet.
Die Karten zeigen das chinesische Tierkreiszeichen des neuen Jahres, für das Jahr 2017 beispielsweise einen Hahn, und eine mehr oder minder persönliche Mitteilung.
Nengajō werden unter anderem in Papiergeschäften als vorgedruckte Karten mit aufgedruckten Briefmarken verkauft. Viele von diesen enthalten neben dem Symboltier des Jahres formelle Grüße, wie den üblichen Neujahrsgruß akemashite omedetō gozaimasu (明けましておめでとうございます) oder kurz nur akemashite (明けまして), der übersetzt einen „Glückwunsch für den Anbruch [des neuen Jahres]“ darstellt. Sie können auch einen Platz haben, auf den der Absender eine persönliche Botschaft schreiben kann. Andere nutzen Blanko-Karten und schreiben oder zeichnen sich ihre eigene Karte. Gummistempel mit Grußformeln und dem Tierkreiszeichen werden in Kaufhäusern verkauft und viele Menschen kaufen nachfüllbare Schreibpinsel, um Glückwünsche zu schreiben. Spezielle Druckvorrichtungen sind besonders bei Kunsthandwerkern populär. Für Geschäftsleute und Firmen bieten Druckereien eine Vielzahl vorgedruckter Karten mit kurzen Botschaften an, so dass der Absender nur noch die Adressen schreiben muss. E-Mail ersetzt bisher die traditionellen Nengajō in Japan nicht.
Zu einem großen Teil werden Neujahrspostkarten heute aber mit dem Computer selbst erstellt. Es gibt zahlreiche Software zum Erstellen und Drucken der Karten, das Fernsehen erklärt auch älteren Generationen den Umgang mit der Technik, beispielsweise das Einbinden eines Familienfotos. Kostengünstig können so originelle und persönliche Karten in der nötigen großen Zahl erstellt werden.
Die Postämter liefern diese Karten genau am 1. Januar aus, wenn sie mit dem Zusatz „Neujahrskarte“ (nengajō, 年賀状) gekennzeichnet sind und bis zu einem bestimmten Tag im Dezember in ein dann eingerichtetes Extrafach der Briefkästen eingeworfen werden. Neujahrskarten von Absendern, denen man keinen Gruß hatte zukommen lassen, werden auch noch bis Mitte Januar beantwortet. Ende Dezember/Anfang Januar ist die arbeitsreichste Zeit für die Japanische Post. Zur Bearbeitung stellen die Postämter jedes Jahr viele Studenten als Aushilfskräfte ein.

## Otoshidama

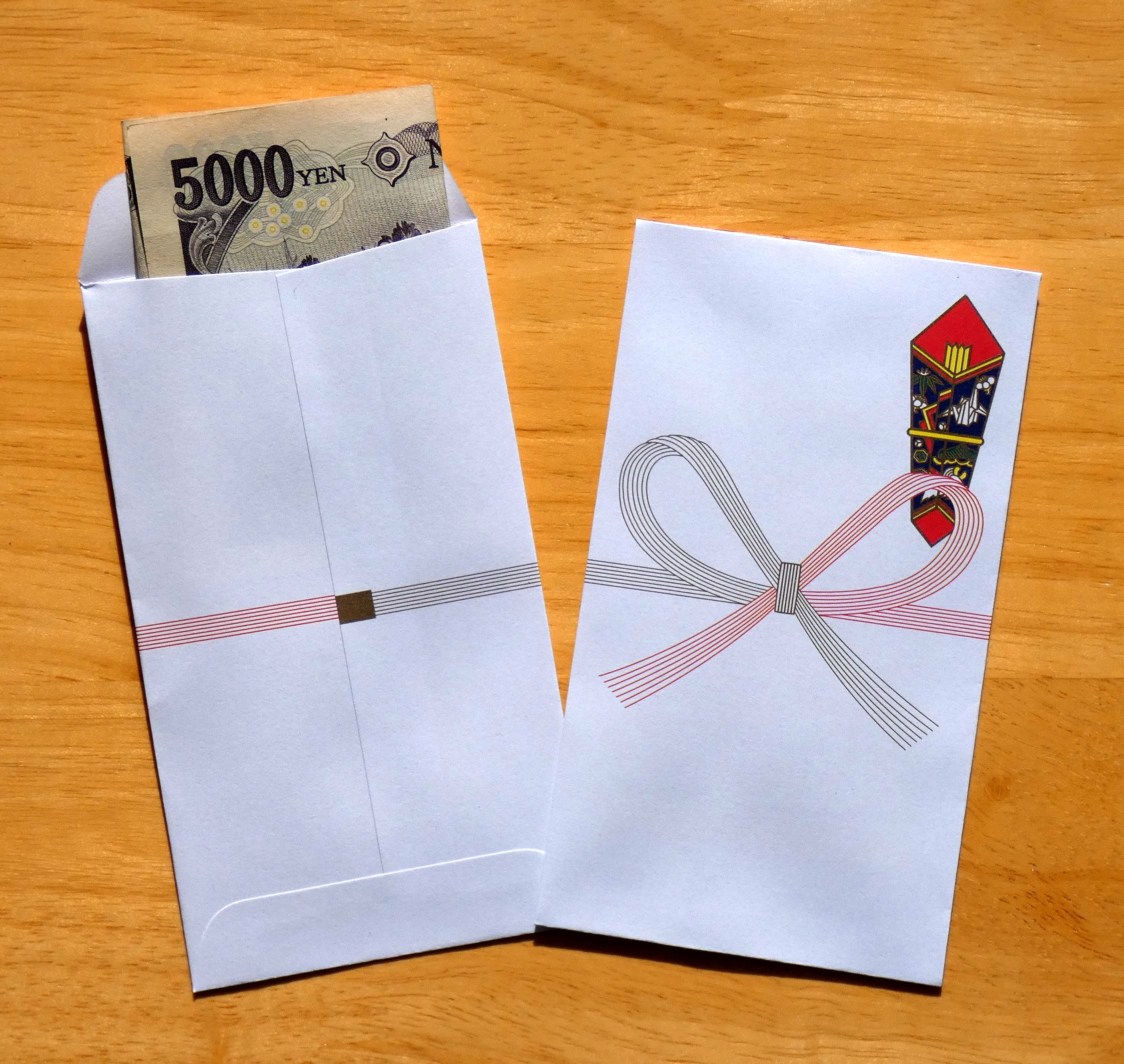
Umschläge für Otoshidama

Am Neujahrstag ist es Brauch, den Kindern ein „Taschengeld“ („Geldgeschenk“) zu geben. Dieses ist als Otoshidama (お年玉, oder ohne Honorativpräfix als Toshidama, 年玉) bekannt und ein aus China übernommener Brauch. Das Geld wird in kleinen, dekorierten Umschlägen (pochibukuro, ポチ袋, Abkömmlingen der chinesischen Hongbao – „roter Umschlag“) überreicht. Die Summe richtet sich nach dem Alter des Kindes, wenn mehrere Kinder da sind, bekommen meist aber alle die gleiche Summe, damit sich niemand benachteiligt fühlt.

## Poesie
Die Neujahrstraditionen sind Teil auch der japanischen Poesie, einschließlich Haiku und Renga. Alle der oben genannten Traditionen können in Haiku als kigo (Jahreszeitenwort) verwendet werden. Es gibt auch Haiku, die vielen Dinge feiern, die zum Neujahr das erste Mal passieren, wie „Erste Sonne“ (hatsuhi, 初日) oder „Erster Sonnenaufgang“, „Erstes Lachen“ (waraizome, 笑い初め – das neue Jahr mit einem Lächeln zu beginnen wird als gutes Zeichen angesehen) und „Erster Traum“ (hatsuyume, 初夢). Da das Neujahr ursprünglich später im Jahr lag, erwähnen viele dieser Gedichte den Frühlingsbeginn.
In Bezug auf die Neujahrskarten können Haiku zum Beispiel den „ersten Brief“ (hatsudayori, 初便り), die „erste Kalligraphie“ (kakizome, 書き初め) und den „ersten Pinsel“ (fude hajime, 筆始め) erwähnen.

## Spiele
Es ist in Japan auch Brauch, zu Neujahr bestimmte Spiele zu spielen: hanetsuki (羽根突き – eine Art Federball mit Schläger aus Holzbrett), takoage (凧揚げ, 凧上げ ‚Drachensteigen‘), koma (独楽 – ein Spiel mit einem Wurfkreisel), sugoroku (双六 ‚doppelter Sechs‘ – ein Würfelspiel), fukuwarai (福笑い, – eine Person platziert mit verbundenen Augen Teile eines Gesichts (Augen, Augenbrauen, Nase und Mund) auf einem Papiergesicht), karuta (Kartenspiele) usw.